# 羅斯科 (伊利諾伊州)
羅斯科（英語：Roscoe）是位於美國伊利諾伊州溫納貝戈縣的一個村落。

## 地理
羅斯科的座標為42°24′48″N 89°00′33″W / 42.41333°N 89.00917°W，而該地最高點為海拔高度225米（即738英尺）。

## 人口
根據2010年美國人口普查的數據，羅斯科的面積為26.91平方千米，當中陸地面積為26.72平方千米，而水域面積為0.19平方千米。當地共有人口10785人，而人口密度為每平方千米400人。